# 鷹潭市博物館
鷹潭市博物館位于鷹潭的月湖區湖西路4號。
市区巴士1路、2路、5路、18路公交線到東湖站下車可到达。

## 常设展览
- 《龍虎山戰國崖墓群出土文物展》
- 《中國道教精品展》
- 《角山商代窯址出土文物展》
- 《精品展廳》